# Division I 1958-1959 (pallacanestro maschile)
La Division I 1958-1959 è stata la 27ª edizione del massimo campionato belga di pallacanestro maschile. La vittoria finale è stata ad appannaggio dell'Antwerpse.

## Risultati

### Stagione regolare
|     | Squadra              | G  | V  | N | P  | PF | PS | Pt. | Qualificazione |
| --- | -------------------- | -- | -- | - | -- | -- | -- | --- | -------------- |
| 1.  | Antwerpse            | 22 | 20 | 0 | 2  |    |    | 40  |                |
| 2.  | Royal IV             | 22 | 20 | 0 | 2  |    |    | 40  |                |
| 3.  | Zaziko Anversa       | 22 | 14 | 1 | 7  |    |    | 29  |                |
| 4.  | Semailles            | 22 | 11 | 2 | 9  |    |    | 24  |                |
| 5.  | Racing Bruxelles     | 22 | 11 | 1 | 10 |    |    | 23  |                |
| 6.  | Rubo Niel Anversa    | 22 | 9  | 2 | 11 |    |    | 20  |                |
| 7.  | Ontspanning Anversa  | 22 | 9  | 1 | 12 |    |    | 19  |                |
| 8.  | Canter Schaerbeek    | 22 | 8  | 2 | 12 |    |    | 18  |                |
| 9.  | Union Saint-Gilloise | 22 | 8  | 0 | 14 |    |    | 16  |                |
| 10. | Amicale Sportive     | 22 | 8  | 0 | 14 |    |    | 16  |                |
| 11. | Royal Fresh Air      | 22 | 4  | 3 | 15 |    |    | 11  | retrocesse     |
| 12. | Pinguins Anversa     | 22 | 4  | 0 | 18 |    |    | 8   | retrocesse     |

### Spareggio campionato
| Squadra 1 | Risultato | Squadra 2 |
| --------- | --------- | --------- |
| Antwerpse | 78 - 59   | Royal IV  |

| Division I 1958-1959 |
| -------------------- |
| Antwerpse 2º titolo  |

## Formazione vincitrice
| N° | Naz.              | Ruolo | Sportivo        |  | Alt. |  |
| -- | ----------------- | ----- | --------------- |  | ---- |  |
|    | Belgio (bandiera) |       | Josef du Jardin |  | 175  |  |
|    | Belgio (bandiera) |       | Jef Eygel       |  | 184  |  |
|    | Belgio (bandiera) |       | René Aerts      |  |      |  |